# Tinissa indica
Tinissa indica är en fjärilsart som beskrevs av Robinson 1976. Tinissa indica ingår i släktet Tinissa och familjen äkta malar. Inga underarter finns listade i Catalogue of Life.

## Bildgalleri

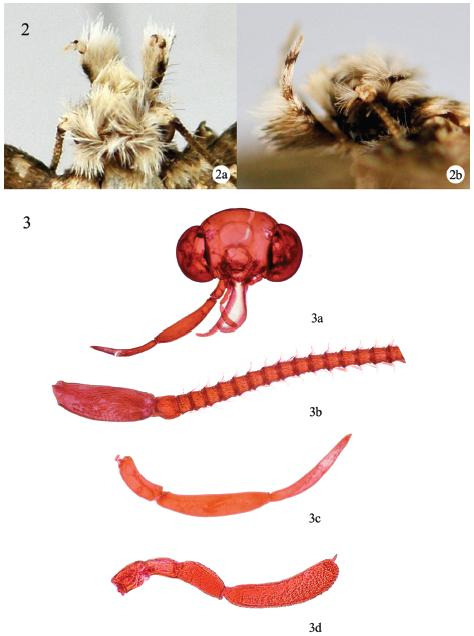
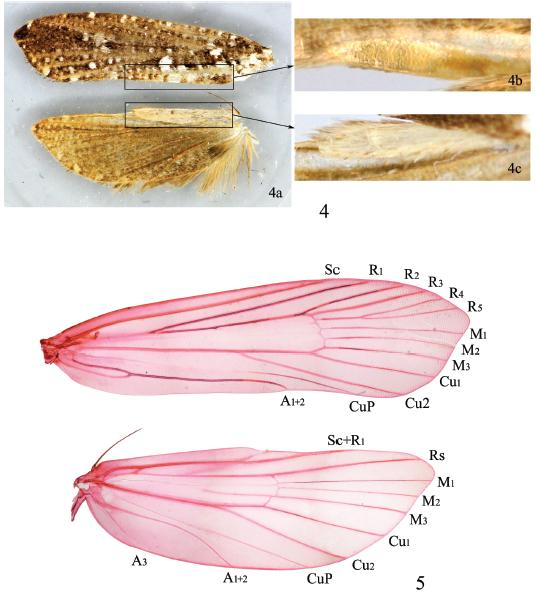